# Culoz–Modane-vasútvonal
A Culoz–Modane-vasútvonal (néha Ligne de la Maurienne) egy 135 kilométer hosszúságú, kétvágányú, 1500 Volt egyenárammal villamosított vasútvonal, amely a Chambéry melletti Culozból Saint-Jean-de-Maurienne-en keresztül a franciaországi Modane-ba vezet. Az olasz Torino–Modane-vasútvonallal együtt gyakran nevezik "Fréjus-i vasútnak" vagy "Mont Cenis-i vasútnak".
Annak ellenére, hogy a Fréjus-hágó alatt halad, néha Mont Cenis-i vasútnak nevezik, mivel az ókortól a Fréjus vasúti alagút 1871-es megnyitásáig a legtöbb ember a Mont Cenis-hágón keresztül közlekedett Franciaország és Olaszország között. 1868 és 1871 között az ideiglenes Mont Cenis-hágóvasút a Mont Cenis-hágón keresztül közlekedett, hogy összekösse a francia és az olasz vasutat.
A Culoz–Modane-vasútvonal az SNCF tulajdonában és üzemeltetésében van, a Modane és Torino közötti, hozzá csatlakozó vonalat pedig az FS üzemelteti.

## Története
A Victor Emmanuel vasútvonalat, amely magában foglalta a Savoyát átszelő Culoz-Modane vasútvonalat és a Piemontot átszelő Torino-Modane vasútvonalat is, nagyrészt a Szárd Királyság építette az 1850-es években, és királyáról, II. Viktor Emánuel olasz királyről nevezték el. A Culoz és Saint-Jean-de-Maurienne közötti szakaszt 1856 és 1858 között nyitották meg.
Szardínia 1860-ig Savoyát és Piemontot is magában foglalta. Ezután azonban Savoya és Nizza megye tulajdonjoga Franciaországra szállt. 1862-ben a Culoz–Modane-vasútvonal a Chemins de fer de Paris à Lyon et à la Méditerranée részévé vált, és a vonalat Saint-Michel-de-Maurienne-ig meghosszabbították. 1871. október 16-án nyitották meg a Saint-Michel és Modane közötti fennmaradó szakaszt és az Olaszország felé vezető alagutat.
1917. december 12-én Saint-Michel-de-Maurienne-nél egy csapatszállító vonat száguldás közben kisiklott és több száz katona vesztette életét; lásd Saint-Michel-de-Maurienne-i kisiklás.

## Leírása

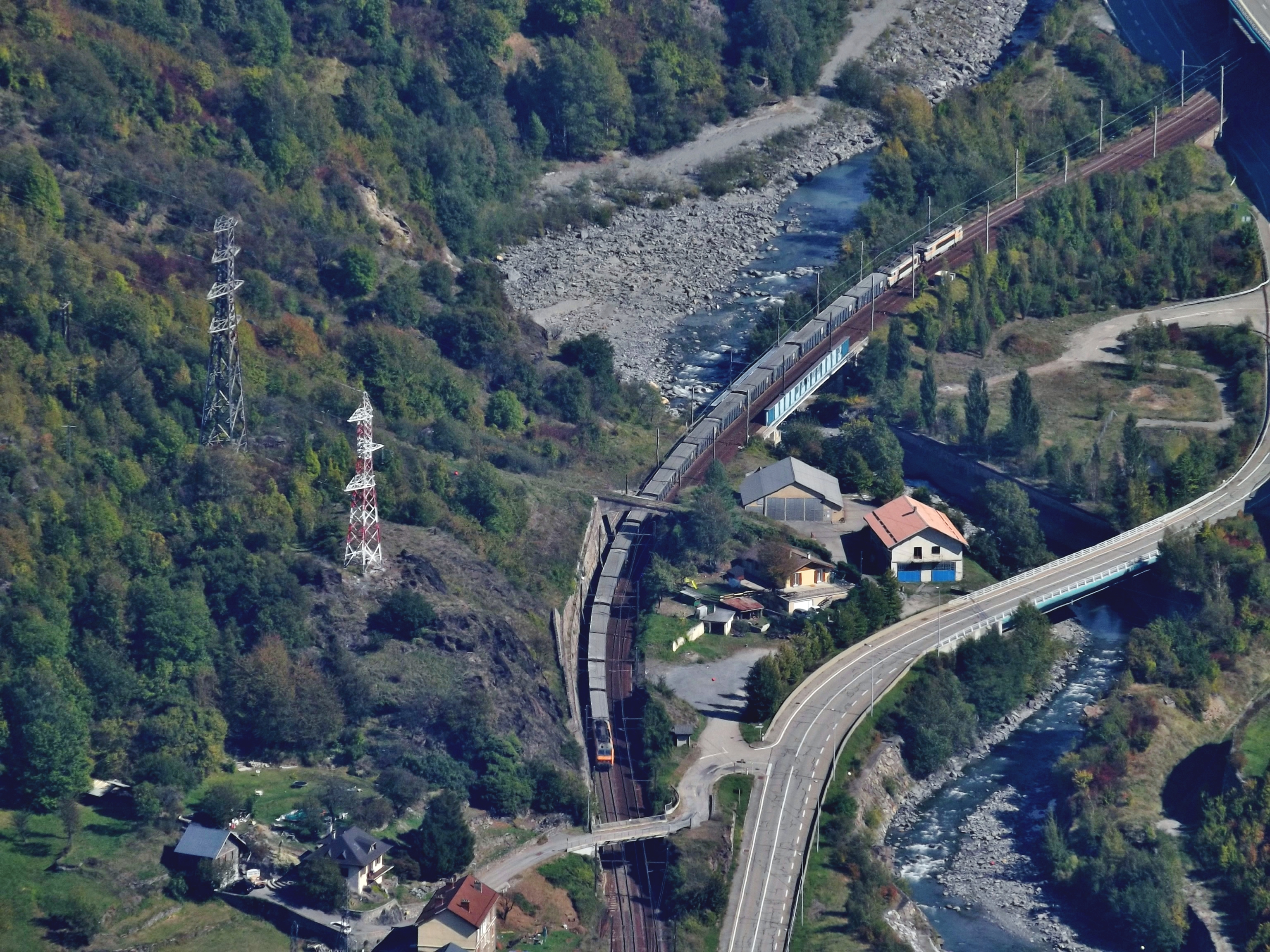
Tehervonat a vonalon, amint az Arc-ot keresztezi

A Mont Cenis alagút északi oldalán a St. Michel és Modane közötti 20 kilométeres szakasz legnagyobb lejtése (meredeksége) 3%, átlagos lejtése 2,1%, legkisebb ívsugara pedig 350 méter. A földcsuszamlásveszélyes, nehéz területeken tartószerkezetek és összesen 4624 méter hosszúságú alagutak építésére volt szükség. A Bardonecchia és a Mont Cenis alagút déli végpontja közötti 41 kilométer hosszú szakasz legnagyobb lejtése 3 százalék, átlagos lejtése 2,05%, legkisebb íve 450 méter sugarú. Ezen a szakaszon 18 hidat és 26 alagutat építettek összesen 8115 méter hosszúságban.
1925-ben a Modane és Chambéry közötti vasútvonalat 1,5 kV-os egyenfeszültséggel, harmadik sínnel villamosították. Ez volt a legnagyobb feszültség, amelyet Európában valaha is használtak harmadik sínrendszerben. 1976-ban a harmadik sínt felváltotta a felsővezeték.